# Таксист (фільм, 2017)
«Таксист» (кор. 택시운전사 Тексі Унджонса) — південнокорейський кінофільм 2017 року режисера Чан Хуна, у головних ролях Сон Кан Хо та Томас Кречманн.
Фільм, заснований на реальній історії, розповідає про водія таксі зі Сеула, який ненавмисно бере участь у подіях повстання в Кванджу 1980 року. Він ґрунтується на спілкуванні німецького журналіста Юрґена Гінцпетера з південнокорейським таксистом Кім Са Боком. Оскільки особистість і справжнє ім'я Кіма були під час створення фільму невідомими (Гінцпетер знав його лише як «Кім Ман Соб»), більшість елементів щодо його життя та подій, що відбулися з ним за межами Кванджу, вигадані.
У Південній Кореї фільм був випущено 2 серпня 2017 року. Його позитивно сприйняли критики, які високо оцінили унікальний підхід до подій повстання в Кванджу, емоційну вагу, а також головного героя та його стосунки з Гінцпетером, і обрали для південнокорейської заявки на «Оскар» за найкращий фільм іноземною мовою 2018 року. Фільм мав помітний комерційний успіх, став другим найкасовішим фільмом 2017 року в Південній Кореї, і нині є одинадцятим найкасовішим південнокорейським фільмом в історії.

## Сюжет
1980 рік. Удівець Кім Ман Соб працює таксистом у Сеулі та виховує доньку. Одного разу він чує, як інший таксист розповідає про іноземного клієнта, який забронював його для подорожі вартістю 100 000 вон. Клієнт має намір вирушити до Кванджу на день і повернутися до Сеула до комендантської години. Кім хитрістю перехоплює клієнта.
Клієнтом виявляється Юрґен Гінцпетер — західнонімецький журналіст, який хоче висвітлити зростання цивільних заворушень у Кванджу. Через сувору цензуру іноземним журналістам заборонено в'їзд до країни. Юрґен, щоб потрапити до Південної Кореї, відрекомендувався місіонером.
Двоє чоловіків виявляють, що всі дороги до Кванджу заблоковані та ретельно охороняються солдатами. Кім намагається переконати Юрґена, що вони мають повернутися до Сеула, але журналіст відмовляється платити 100 000 вон, якщо вони не досягнуть Кванджу. Їм удається доїхати до міста, обдуривши солдатів і сказавши їм, що Юрґен — важливий іноземний бізнесмен.
У Кванджу вони виявляють, що всі магазини зачинено, а вулиці пустельні. Кім заперечує серйозність подій у місті, оскільки він вважає, що недавні заворушення спричинили студенти, які тільки й роблять, що протестують. Юрґен починає знімати все на камеру.
Чоловіки зустрічають гурт студентів, які їдуть вантажівкою. Лідер гурту, Йон Пхьо, запрошує Юрґена на борт. Вони також знайомляться зі студентом Дже Сіком, який знає англійську мову. Кім каже, що їхатиме за ними, але натомість вирішує повернути назад, щоб уникнути пошкодження таксі під час заворушень. Дорогою він шкодує стару, яка шукає сина, та відвозить її до місцевої лікарні. Сином жінки виявляється Йон Пхьо, який перебуває у лікарні з незначними травмами. Студенти разом із Юрґеном лають Кіма за його егоїзм, не дозволяють журналісту заплатити йому, поки він не виконає обумовлену поїздку.
Кім погоджується провести Юрґена та Дже Сіка (який заодно є перекладачем) через Кванджу. Місцеві протестувальники вітають іноземного репортера та дають їм їжу та подарунки. Юрґен знімає на камеру, як солдати жорстоко б'ють демонстрантів. Офіцери Командування оборони (DSC) у цивільному бачать, що іноземець знімає заворушення, і намагаються заарештувати його, але трійці вдається втекти.
Раптом таксі Кіма ламається, і Тхе Су, один із місцевих таксистів, буксирує його до своєї майстерні. Кім засмучується, що його маленька дочка вдома сама і він не може зв'язатися з нею, оскільки телефонні лінії Кванджу обірвано. Тхе Су дозволяє чоловікам залишитися в його будинку на ніч.
Під час вечері вони чують вибухи та виявляють, що телевізійна станція горить. Юрґен, Кім, Дже Сіка і Тхе Су, як і багато інших жителів, прямують туди, і Юрґен знімає зіткнення, що виникли, і жорстокість утихомирювачів. Тхе Су губиться, а офіцери впізнають Юрґена і переслідують трійцю. Полонивши Дже Сіка, офіцери вимагають, щоб Юрґен віддав їм плівки та камеру. Лідер DSC звинувачує Кіма в тому, що він комуніст. Юрґен рятує Кіма, і вони втікають у будинок Тхе Су.
На світанку Тхе Су дає Кіму підроблені номерні знаки Кванджу, оскільки солдати шукають сеульське таксі. Наодинці Кім їде до сусіднього міста Сунчхон, де він чує розмови людей у кафе про події в Кванджу: ЗМІ брехливо стверджують, що хаос спричинили «злочинні групи та бунтівники». Він переповнений почуттям провини та їде назад до лікарні Кванджу, де знаходить шокованого Юрґена та Тхе Су, який плаче над трупом Дже Сіка. Кім нагадує Юрґену про його обіцянку показати світові, що відбувається у Південній Кореї, та закликає його продовжувати знімати.
Вони знімають вулицю, де солдати нещадно стріляють у мирних жителів. Кім та інші таксисти використовують свої машини, щоб закрити цивільних від вогню солдатів та вивозити поранених, але солдати продовжують стріляти на ураження.
Кім і Юрґен їдуть до Сеула путівцем і натрапляють на блокпост. Кім заявляє, що він везе іноземного бізнесмена від заворушень. Молодий сержант обшукує машину і знаходить номерні знаки зі Сеула, але замовчує знахідку і наказує пропустити таксі. У цей момент солдати одержують наказ не випускати з Кванджу будь-яких іноземців, але Кіму вдається пробитися через загородження. Їх зі стріляниною переслідують джипи DSC. Але таксисти з Кванджу, серед яких Тхе Су, виїжджаючи на шосе та блокуючи машини служби безпеки, рятують машину Кіма. Деякі таксисти гинуть, а Тхе Су зрештою жертвує собою, щоб дозволити Кіму та Юрґену втекти.
Двоє чоловіків дістаються до аеропорту та прощаються один з одним. Юрґен запитує в Кіма його ім'я та номер телефону, оскільки хоче повернутися до Південної Кореї пізніше, щоб зустрітися з ним ще раз. Кім вагається, але потім записує ім'я та номер телефону в блокноті Юрґена. Журналіст залишає країну. Кім повертається до дочки.
Репортаж Юрґена про події у Кванджу поширюється по всьому світу. Через деякий час Юрґен повертається до Кореї та шукає «Кім Са Бока», але розуміє, що той спеціально написав йому неправильні ім'я та номер телефону.
За 23 роки Юрґен отримує в Південній Кореї нагороду за репортаж про повстання у Кванджу. У своїй промові він висловлює подяку Кім Са Боку і сподівається побачити його знову. Кім, який все ще працює водієм таксі, читає газетну статтю про промову Юрґена зі словами подяки йому. Кім шепоче, що він більш вдячний Юрґену і що він теж сумує за ним.
В епілозі йдеться, що Юрґен намагався знайти Кіма і помер 2016 року, так і не зустрівши його знову. Фільм закінчується кадрами зі справжнім Юрґеном, який дякує «Кім Са Боку».

### Основні персонажі
- Сон Кан Хо — Кім Ман Соб (Кім Са Бок)

Овдовілий таксист, який живе зі своєю одинадцятирічною донькою у невеликому будинку. Він звичайний роботяга, який дбає лише про засоби для існування своєї сім'ї і не цікавиться політикою. Прототипом персонажа став реальний таксист Кім Са Бок, який переправив Юрґена Гінцпетера у Кванджу. Кім залишався поза увагою громадськості до випуску «Таксиста», але у вересні 2017 року, після величезного успіху фільму в Південній Кореї, особу Кіма остаточно підтвердив його син, Кім Син Пхіл. Він поділився з журналістами фотографією Юрґена Гінцпетера з батьком та повідомив, що його батько помер від раку 1984 року, через чотири роки після подій у Кванджу.
- Томас Кречманн — Юрґен Гінцпетер

Німецький репортер із ФРН Юрґен Гінцпетер (1937—2016) був єдиним іноземним журналістом, який знімав та висвітлював заворушення у Кванджу.

### Другорядні персонажі
- Йо Хе Джин[en] — Хван Тхе Су, чуйний таксист у Кванджу
- Рю Джун Йол[en] — Гу Дже Сік, наївний студент, який знає англійську
- Пак Хюк Квон[en] — репортер Чхве
- Ум Тхе Гу[en] — сержант першого класу Пак
- Йо Ин Мі[en] — Ин Джон, дочка Кім Ман Соба
- Чхве Гві Хва — лідер Командування оборони в цивільному
- Чха Сун Бе — таксист Чха
- Шин Дам Су — таксист Шин
- Ре Сон Хен — таксист Рьо
- Пак Мін Хі — Кхвон Джун Рьон
- Лі Чон Ин — дружина Хван Тхе Су
- Ен Сок Хо — син Хван Тхе Су
- Кхвон Сун Джун — Кхан Сан Гу
- Лі Бон Рен — вагітна жінка в Сеулі
- Хо Джон До — чоловік вагітної жінки в Сеулі
- Лі Хо Чхол — Хон Йон Пхьо
- Лі Ен Йі — дружина Хон Йон Пхьо
- Хан Гин Суп — студент-протестувальник
- Хон Ван Пхе — студент-протестувальник

### Спеціально запрошені актори
- Кхо Чхан Сок[en] — батько Кхан Сан Гу
- Джон Хе Джин[en] — мати Кхан Сан Гу
- Джун Джін Ен[en] — репортер Лі
- Рю Тхе Хо — директор газети в Кванджу
- Джон Сок Ен — президент автоцентру в Сеулі

## Знімання
Знімання розпочато 5 червня та закінчено 24 жовтня 2016 року.

## Випуск
У Південній Кореї фільм був випущено 2 серпня 2017 року. Того ж дня фільм показано на Міжнародному кінофестивалі «Fantasia» в Монреалі, де Сон Кан Хо названо найкращим актором.
Дистриб'ютор Showbox заявив, що фільм вийде в Північній Америці 11 серпня, в Австралії та Новій Зеландії — 24 серпня, у Великій Британії — 25 серпня, в азійських країнах, включно з Гонконгом, Тайванем та Японією, — у вересні.
Едельтраут Брамштадт, вдова Юрґена Гінцпетера, відвідала Сеул під час прем'єрного прокату фільму та подивилася його 13 серпня 2017 року разом із президентом Південної Кореї Мун Чже Іном. Один із чиновників Синього дому сказав: «Фільм показує, як зусилля іноземного репортера сприяли демократизації Кореї. Президент Мун побачив фільм на честь Гінцпетера щодо того, що він зробив для нашої країни». Після перегляду фільму президент Мун зазначив: «Правду про повстання до кінця не розкрито. Це завдання, яке ми маємо вирішити. Я вірю, що цей фільм допоможе його вирішити».

## Сприйняття
«Таксист» отримав позитивні відгуки. Сайт агрегації оглядів Rotten Tomatoes дав фільму рейтинг схвалення 96 % на основі 26 оглядів, із середнім рейтингом 7,3 з 10. На Metacritic, який присвоює нормалізований рейтинг на основі оглядів, фільм має оцінку 69 із 100, засновану на 7 критичних оглядах, що вказує на «загалом сприятливі відгуки».
Меггі Лі з Variety пише: «Повторюючи роль американського кореспондента Сіднея Шанберга в „Полях смерті“, Гінцпетер прибуває до Кореї як дисидент-новачок, а не як захисник правосуддя. Спочатку Кречман грає його з непривабливою холодною ефективністю, розглядаючи свого водія та інших корейців як простий інструмент для свого репортажу. Вражає, що в його особистості не відбувається миттєвих змін. Швидше, актор зберігає певну холоднокровність, навіть попри свою пристрасть і прихильність до демократії. Останнє розлучення щиро зворушливе, тому що тепер двоє чоловіків ставляться один до одного як рівні».
Шері Лінден із The Hollywood Reporter у своєму позитивному огляді фільму написала: «У несподіваний та дивний спосіб водій таксі задіює симбіотичні стосунки між іноземним кореспондентом та місцевими жителями. … Фільм Чана наповнений моментами напруженого очікування та швидких дій … Спокій і сміх серед страху чудово підкреслюють те, як звичайні життя потрапляють у перехрестя історії».

### Збори
За даними Корейської ради з кінематографії (KOFIC), першого дня продано 698 090 квитків, що принесло 4,5 млн доларів США. Фільм був доступним на 1446 екранах і показаний 7068 разів по всій Південній Кореї. До полудня другого дня показу фільм пройшов позначку 1 мільйон глядачів.
Третього дня загальна аудиторія досягла двох мільйонів глядачів. Число глядачів продовжувало зростати, кількість проданих квитків зросла до 4 млн на четвертий день прокату.
«Таксист» заробив 30,7 млн дол. США за п'ять днів. Він, як і «Битва за Мьонньян» і «Кунхам: Прикордонний острів», зібрав 4 млн глядачів за перші п'ять днів прокату. Наприкінці першого тижня фільм переглянуло понад 5 млн глядачів. На одинадцятий день з моменту виходу фільму зареєстровано понад 7 млн глядачів.
«Таксист» став найпопулярнішим південнокорейським фільмом 2017 року менш ніж через два тижні після прем'єри та залучив понад 8 млн глядачів. На 15 серпня 2017 року він зібрав 62,7 млн дол. США.
На 20 серпня всього за 19 днів від моменту виходу фільму «Таксист» побачили вже 10 млн глядачів. Фільм зібрав 73 млн дол. США. «Таксист» також став першим фільмом 2017 року та п'ятнадцятим корейським фільмом, що подолав рубіж 10 млн глядачів. Також це третій фільм із актором Сон Кан Хо, який переглянули понад 10 млн глядачів.
Фільм очолював касу Південної Кореї протягом трьох вихідних поспіль. До 28 серпня фільм залучив 11,4 млн глядачів. За словами дистриб'ютора, станом на 9 вересня 2017 року загальна відвідуваність фільму перевищила позначку 12 млн, що зробило його десятим місцевим фільмом усіх часів, що найбільш переглядаються, в Південній Кореї.

### Реакція в Китаї
«Таксист» не випущено в будь-якій формі в материковому Китаї, хоча показано 21 вересня 2017 року в Гонконгу, особливому адміністративному районі Китаю. Фільм отримав теплі відгуки на китайському кіносайті Douban, де здобув високий рейтинг серед користувачів. Однак увечері 3 жовтня 2017 року фільм повністю вилучено з китайського кінопорталу. Можливо, причина в тому, що в низці рецензій зміст фільму порівнювали з подіями 4 червня 1989 року — протестом, який суворо цензурується в китайських ЗМІ.

## Нагороди та номінації
| Премія                                         | Категорія                                         | Номінант                  | Результат | Прим.         |
| ---------------------------------------------- | ------------------------------------------------- | ------------------------- | --------- | ------------- |
| 26-й Buil Film Awards                          | Найкращий фільм                                   | «Таксист»                 | Перемога  | [ 52 ]        |
| 26-й Buil Film Awards                          | Найкращий актор                                   | Сон Кан Хо                | Перемога  | [ 52 ]        |
| 26-й Buil Film Awards                          | Найкращий оператор                                | Го Нак Сон                | Номінація | [ 52 ]        |
| 26-й Buil Film Awards                          | Найкраща музика                                   | Чо Йон Ук                 | Номінація | [ 52 ]        |
| 26-й Buil Film Awards                          | Найкраща арт-дирекція                             | Чхо Хва Сун і Джон Ї Джин | Номінація | [ 52 ]        |
| 26-й Buil Film Awards                          | Приз журі                                         | Чан Хун                   | Перемога  | [ 52 ]        |
| 21-й Fantasia International Film Festival      | Найкращий актор                                   | Сон Кан Хо                | Перемога  | [ 53 ]        |
| 54-й Grand Bell Awards                         | Найкращий фільм                                   | «Таксист»                 | Перемога  | [ 54 ]        |
| 54-й Grand Bell Awards                         | Найкращий режисер                                 | Чан Хун                   | Номінація | [ 54 ]        |
| 54-й Grand Bell Awards                         | Найкращий актор                                   | Сон Кан Хо                | Номінація | [ 54 ]        |
| 54-й Grand Bell Awards                         | Найкращий сценарій                                | Ом Ю На                   | Номінація | [ 54 ]        |
| 54-й Grand Bell Awards                         | Найкраща музика                                   | Чо Йон Ук                 | Номінація | [ 54 ]        |
| 54-й Grand Bell Awards                         | Найкраща арт-дирекція                             | Чхо Хва Сун і Джон Ї Джин | Номінація | [ 54 ]        |
| 54-й Grand Bell Awards                         | Найкращий художник-костюмер                       | Чхо Сан Кхюн              | Номінація | [ 54 ]        |
| 54-й Grand Bell Awards                         | Найкращий оператор                                | Го Нак Сон                | Номінація | [ 54 ]        |
| 54-й Grand Bell Awards                         | Найкращий монтаж                                  | Кім Сан Бум і Кім Дже Бум | Номінація | [ 54 ]        |
| 54-й Grand Bell Awards                         | Технічна премія                                   | «Таксист»                 | Номінація | [ 54 ]        |
| 54-й Grand Bell Awards                         | Найкраще планування                               | «Таксист»                 | Перемога  | [ 54 ]        |
| 37-й Korean Association of Film Critics Awards | Топ-10 фільмів                                    | «Таксист»                 | Перемога  | [ 55 ]        |
| 37-й Korean Association of Film Critics Awards | Найкращий актор другого плану                     | Йо Хе Джин                | Перемога  | [ 55 ]        |
| 1-й The Seoul Awards                           | Гран-прі (фільм)                                  | «Таксист»                 | Номінація | [ 56 ] [ 57 ] |
| 1-й The Seoul Awards                           | Найкращий актор (фільм)                           | Сон Кан Хо                | Перемога  | [ 56 ] [ 57 ] |
| 3-й Asian World Film Festival                  | Особлива пам'ятна нагорода                        | Сон Кан Хо                | Перемога  | [ 58 ] [ 59 ] |
| 3-й Asian World Film Festival                  | Найкращий фільм                                   | «Таксист»                 | Перемога  | [ 58 ] [ 59 ] |
| 3-й Asian World Film Festival                  | Гуманітарна премія                                | «Таксист»                 | Перемога  | [ 58 ] [ 59 ] |
| 38-й Blue Dragon Film Awards                   | Найкращий фільм                                   | «Таксист»                 | Перемога  | [ 60 ]        |
| 38-й Blue Dragon Film Awards                   | Найкращий режисер                                 | Чан Хун                   | Номінація | [ 60 ]        |
| 38-й Blue Dragon Film Awards                   | Найкращий актор                                   | Сон Кан Хо                | Перемога  | [ 60 ]        |
| 38-й Blue Dragon Film Awards                   | Найкращий актор другого плану                     | Йо Хе Джин                | Номінація | [ 60 ]        |
| 38-й Blue Dragon Film Awards                   | Найкращий новий актор                             | Рю Джун Йол               | Номінація | [ 60 ]        |
| 38-й Blue Dragon Film Awards                   | Найкращий сценарій                                | Ом Ю На                   | Номінація | [ 60 ]        |
| 38-й Blue Dragon Film Awards                   | Найкраща музика                                   | Чо Йон Ук                 | Перемога  | [ 60 ]        |
| 38-й Blue Dragon Film Awards                   | Найкраща арт-дирекція                             | Чхо Хва Сун і Джон Ї Джин | Номінація | [ 60 ]        |
| 38-й Blue Dragon Film Awards                   | Приз глядацьких симпатій за найпопулярніший фільм | «Таксист»                 | Перемога  | [ 60 ]        |
| 17-й Director's Cut Awards                     | Особлива згадка                                   | «Таксист»                 | Перемога  | [ 61 ]        |
| 17-й Director's Cut Awards                     | Найкращий новий актор                             | Чхве Гві Хва              | Перемога  | [ 61 ]        |
| 25-й Korea Culture & Entertainment Awards      | Найкращий фільм                                   | «Таксист»                 | Перемога  |               |
| 25-й Korea Culture & Entertainment Awards      | Найкращий режисер (фільм)                         | Чан Хун                   | Перемога  |               |
| 17-й Korea World Youth Film Festival           | Улюблений режисер                                 | Чан Хун                   | Перемога  |               |
| 17-й Korea World Youth Film Festival           | Улюблений актор для актора середнього віку        | Сон Кан Хо                | Перемога  |               |
| 4-й Korean Film Producers Association Awards   | Найкращий актор                                   | Сон Кан Хо                | Перемога  | [ 62 ]        |
| 12-й Asian Film Awards                         | Найкращий актор другого плану                     | Йо Хе Джин                | Номінація | [ 63 ]        |
| 12-й Asian Film Awards                         | Найкраща оригінальна музика                       | Чо Йон Ук                 | Номінація | [ 63 ]        |
| 54-й Baeksang Arts Awards                      | Гран-прі (фільм)                                  | «Таксист»                 | Номінація | [ 64 ]        |
| 54-й Baeksang Arts Awards                      | Гран-прі (фільм)                                  | Сон Кан Хо                | Номінація | [ 64 ]        |
| 54-й Baeksang Arts Awards                      | Найкращий фільм                                   | «Таксист»                 | Номінація | [ 65 ]        |
| 54-й Baeksang Arts Awards                      | Найкращий режисер (фільм)                         | Чан Хун                   | Номінація | [ 65 ]        |
| 54-й Baeksang Arts Awards                      | Найкращий актор (фільм)                           | Сон Кан Хо                | Номінація | [ 65 ]        |
| 54-й Baeksang Arts Awards                      | Найкращий сценарій (фільм)                        | Ом Ю На                   | Номінація | [ 65 ]        |
| 23-й Chunsa Film Art Awards                    | Найкращий режисер                                 | Чан Хун                   | Номінація | [ 66 ]        |
| 23-й Chunsa Film Art Awards                    | Найкращий сценарій                                | Ом Ю На                   | Номінація | [ 66 ]        |
| 23-й Chunsa Film Art Awards                    | Найкращий актор                                   | Сон Кан Хо                | Номінація | [ 66 ]        |
| 23-й Chunsa Film Art Awards                    | Найкращий актор другого плану                     | Йо Хе Джин                | Номінація | [ 66 ]        |